# Triclabendazool
Triclabendazool is een geneesmiddel uit de groep van benzimidazoolderivaten, dat wordt ingezet als anthelminthicum, vooral bij dieren maar ook bij mensen. Het middel is op de lijst van essentiële geneesmiddelen gezet van de Wereldgezondheidsorganisatie. Het werd ontwikkeld door Ciba-Geigy (tegenwoordig Novartis) en kwam als diergeneesmiddel in 1983 op de markt. Het is inmiddels een generiek geneesmiddel, dat door verscheidene producenten geleverd wordt. Handelsnamen van Novartis zijn Fasinex voor dieren en Egaten voor mensen.
In de diergeneeskunde wordt het bij herkauwers ingezet tegen de platwormen leverbot (Fasciola hepatica) en Fasciola gigantica. Het heeft een hoge werkzaamheid tegen alle ontwikkelingsstadia van de leverbot. De ATCvet-code van triclabendazool is QP52AC01.
Het kan ook bij mensen gebruikt worden tegen de leverbotziekte, die van dieren op mensen overdraagbaar is, bijvoorbeeld door het drinken van met faeces gecontamineerd water of het eten van ongekookte en ongewassen groenten. De Wereldgezondheidsorganisatie heeft met Novartis een overeenkomst gesloten waarbij de laatste triclabendazool levert, dat gratis ter beschikking gesteld wordt aan de landen waarin de leverbotziekte voorkomt.